# Marie Pillet
Marie Pillet (ur. 20 lipca 1941 w Ville-la-Grand we Francji, zm. 13 lutego 2009 w Paryżu) – aktorka, matka jednej z najbardziej cenionych francuskich aktorek Julie Delpy.

## Filmografia
- 2009 – Villa Belle France jako Catherine
- 2007 – Dwa dni w Paryżu (2 Days in Paris) jako Anna, Matka Marion
- 2006 – Mój najlepszy przyjaciel (Mon meilleur ami) jako Matka Bruna
- 2006 – Lili i baobab (Lili et le baobab) jako Matka Lili
- 2005 – Edy jako Sąsiadka Edy’ego
- 2004 – Przed zachodem słońca (Before Sunset) jako Kobieta na dziedzińcu
- 2004 – Penn sardines jako Marie Le Noach
- 2004 – Haute coiffure jako Anna
- 2004 – Vive mon entreprise jako Rosetta
- 2001 – Du côté des filles jako La voisine
- 2000 – Parenthese enchantée, La jako Abortionist
- 1998 – Lautrec jako Berthe
- 1997 – Lucie Aubrac jako Marie
- 1996 – Śmieszność (Ridicule) jako Charlotte
- 1996 – Wielkie tournée (Grands ducs, Les) jako Clémence
- 1993 – Maigret et l’homme du banc jako Madame Lachaise
- 1988 – Journée, Une
- 1987 – Tandem jako Właścicielka Hotelu du Commerce
- 1987 – Dandin jako Une sorciere
- 1987 – Keufs, Les jako Nadia
- 1986 – Złote lata 80 (Golden Eighties) jako Matka
- 1984 – Szczególna przyjemność (Bon plaisir, Le)
- 1984 – Ennemi public n° 2, L' jako Dozorczyni
- 1982 – Niveau moins trois
- 1979 – Dérobade, La jako Lulu
- 1979 – Żandarm i kosmici (Gendarme et les extra-terrestres, Le)
- 1978 – Guerres civiles en France
- 1977 – Nieustające zagrożenie (Menace, La) jako Yvette
- 1976 – Calmos
- 1973 – An 01, L'

## Zdjęcia
- http://static1.purepeople.com/articles/5/25/26/5/@/173610-marie-pillet-637x0-3.jpg
- https://archive.is/20130428170219/http://images.zap2it.com/images/celeb-77680/marie-pillet-1.jpg